# Джексонвілл (Джорджія)
Джексонвілл (англ. Jacksonville) — місто (англ. town) в США, в окрузі Телфер штату Джорджія. Населення — 111 особа (2020).

## Географія
Джексонвілл розташований за координатами 31°48′46″ пн. ш. 82°58′43″ зх. д. / 31.81278° пн. ш. 82.97861° зх. д. (31.812732, -82.978703).  За даними Бюро перепису населення США в 2010 році місто мало площу 2,89 км², з яких 2,81 км² — суходіл та 0,08 км² — водойми.

## Демографія
Згідно з переписом 2010 року, у місті мешкало 140 осіб у 59 домогосподарствах у складі 38 родин. Густота населення становила 48 осіб/км².  Було 95 помешкань (33/км²).
Расовий склад населення:
| - 53,6 % — білих - 46,4 % — чорних або афроамериканців |

До двох чи більше рас належало 0,0 %. Частка іспаномовних становила 0,7 % від усіх жителів.
За віковим діапазоном населення розподілялося таким чином: 20,0 % — особи молодші 18 років, 64,3 % — особи у віці 18—64 років, 15,7 % — особи у віці 65 років та старші. Медіана віку мешканця становила 45,3 року. На 100 осіб жіночої статі у місті припадало 86,7 чоловіків;  на 100 жінок у віці від 18 років та старших — 93,1 чоловіків також старших 18 років.
Середній дохід на одне домашнє господарство  становив 36 786 доларів США (медіана — 28 750), а середній дохід на одну сім'ю — 46 921 долар (медіана — 31 000). За межею бідності перебувало 7,3 % осіб, у тому числі 0,0 % дітей у віці до 18 років та 0,0 % осіб у віці 65 років та старших.
Цивільне працевлаштоване населення становило 27 осіб. Основні галузі зайнятості: будівництво — 25,9 %, оптова торгівля — 18,5 %, публічна адміністрація — 18,5 %.